# Miss Elizabeth
Elizabeth Ann Hulette (Frankfort, 19 novembre 1960 – Marietta, 1º maggio 2003) è stata una manager e valletta di wrestling statunitense nota come Miss Elizabeth. È considerata la prima "Diva" della WWF/E.
Nacque a Frankfort, nel Kentucky, secondogenita dopo il fratello Stephen detto Steve, maggiore di appena un anno, da Donald Edward Hulette, un reduce di guerra di origine francese divenuto pubblicitario per il giornale locale The State Journal, e da Mary Ann Sorg, infermiera al King’s Daughters’ Hospital, di origine tedesca e olandese. Suo nonno materno era Raymond Frederick Sorg (1908-1995), imprenditore che aveva fondato la Sorg Heating & Cooling, nota azienda produttrice di condizionatori d'aria. Il padre si rifece una famiglia, dandole il fratellastro John Pat, e lei crebbe con madre e fratello, praticando equitazione. Studiò poi alla Franklin County High School, e si spostò a Lexington per studiare Comunicazione all'Università del Kentucky, laureandosi.
Mentre lavorava nella International Championship Wrestling, la Hulette incontrò Randall Poffo, un giovane wrestler che si esibiva con il nome d'arte di "Macho Man" Randy Savage. Innamoratisi, i due convolarono a nozze nel dicembre del 1984.
Divenne un volto noto al grande pubblico grazie alle sue apparizioni nella World Wrestling Federation a cavallo tra gli anni ottanta e gli anni novanta e nella World Championship Wrestling intorno alla metà degli anni novanta; ha legato la sua immagine principalmente a quella di Randy Savage, wrestler del quale è stata valletta e sposa sul ring (secondo la kayfabe) e moglie nella vita reale.
In seguito, i due divorziarono ed Elizabeth iniziò una relazione con il wrestler Larry Pfohl (Lex Luger). La Hulette morì in casa di Luger a Marietta, in Georgia, il 1º maggio 2003 a causa di un cocktail di farmaci e vodka.

## Biografia

### World Wrestling Federation

#### Manager di Randy Savage (1985-1989)
Nel 1985, la WWF aveva messo in piedi una storyline dove tutti i maggiori manager presenti nella federazione si erano candidati per curare gli interessi del nuovo talento appena arrivato: Randy Savage. Il 30 luglio 1985, dopo la conclusione di un suo vittorioso match, Savage chiamò a raccolta tutti i manager presenti a bordo ring in attesa della sua decisione, li ringraziò dell'interessamento dimostratogli, e poi annunciò che aveva già scelto un manager. Una bellissima sconosciuta uscì dal backstage e salì sul ring. Fu poi rivelato al pubblico che la ragazza si chiamava Miss Elizabeth. Il debutto di Elizabeth in WWF come effettiva manager di Savage avvenne il 24 agosto 1985, durante una puntata di WWF Prime Time Wrestling.
Nonostante il personaggio di Savage fosse inizialmente un heel, il ruolo di Miss Elizabeth era quello di manager-valletta prettamente "face"; non interferiva negli incontri, non metteva in atto scorrettezze per far prevalere il suo cliente, ma si limitava a sostenerlo timidamente a bordo ring, spesso più preoccupata che altro, sottostando ai voleri del suo "uomo" come la gimmick di Savage dell'uomo maschilista prevedeva. Durante questo suo periodo da "cattivo", Macho Man trattava rudemente Elizabeth, arrivando anche a farsi scudo di lei per proteggersi dalla furia degli avversari. La sua presenza al fianco di Savage in questi primi anni in WWF, viene ricordata per l'eleganza e la grazia della figura di Elizabeth, che le fece guadagnare l'appellativo di "First Lady of Wrestling".
La prima storyline di rilievo nella quale fu coinvolta Miss Elizabeth, fu quella durante la faida tra George "The Animal" Steele e Savage nel 1986. Steele si innamorò di Miss Elizabeth, scatenando la gelosia di Savage e questo portò ad una serie di scontri tra i due. Il feud fu uno dei più famosi degli anni ottanta in WWF; proseguendo per più di un anno.
Elizabeth restò accanto al suo uomo in tutte le sue battaglie del 1986, incluse quelle contro Hulk Hogan e Ricky "the Dragon" Steamboat. In particolare il feud con "The Dragon" fu molto importante per la carriera di Savage. Dopo aver infortunato Steamboat alla laringe colpendolo con la campana del gong qualche tempo prima, Savage perse il titolo Intercontinentale contro Steamboat a WrestleMania III il 29 marzo 1987. A sostenere Steamboat a bordo ring durante il match era presente anche il precedente rivale di Savage, George Steele.

#### The Mega Powers (1987-1988)

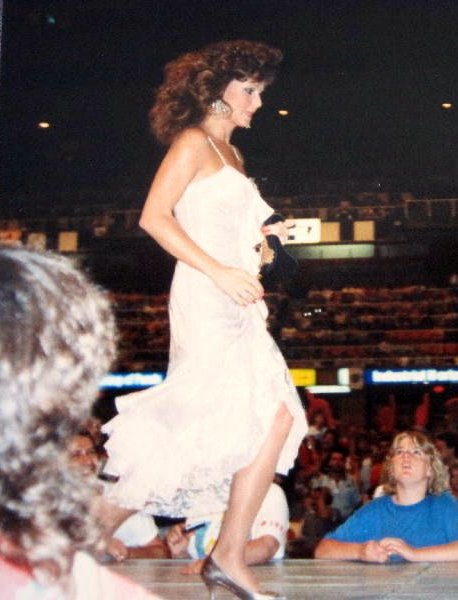
Miss Elizabeth negli anni ottanta

Durante il successivo feud tra Savage e The Honky Tonk Man, Elizabeth salvò il suo protetto, che era stato colpito a tradimento da Honky con la sua chitarra, correndo nel backstage a chiamare Hulk Hogan in aiuto di Savage. Questo episodio gettò le basi della futura formazione dei Mega Powers, celebre tag team composto da Hogan & Savage. In questo periodo il personaggio di Macho Man, stava passando tra le file dei "buoni", iniziando a trattare Elizabeth con maggiore rispetto. Fu proprio nello svolgersi della faida tra l'emulo di Elvis e Savage, che avvenne il turn face. Dopo uno dei loro match, Honky, seppur sconfitto, salì sul ring con l'intenzione di colpire nuovamente Macho Man con la chitarra, a quel punto, Elizabeth salì anche lei sul ring supplicandolo in lacrime di desistere dalle sue intenzioni e si parò davanti a Honky facendo scudo con il proprio corpo all'esanime Savage. Honky, dopo un attimo di esitazione, si preparò a colpire entrambi, ma Savage, ripresosi inaspettatamente, riuscì a respingere l'assalto e lo cacciò via. Colpito dalla dimostrazione di affetto e dal coraggio di Elizabeth, Savage chiese un'ovazione del pubblico per lei, la fece salire sulle sue spalle, e scendendo dal ring, fu lui, e non il contrario come normalmente avveniva, ad abbassare le corde per permettere a Miss Elizabeth di uscire dal quadrato.
Il 1988 fu un anno chiave per Randy Savage e Miss Elizabeth. Hulk Hogan, aveva recentemente perso il titolo WWF contro André the Giant. André, aveva poi "regalato" la cintura di campione a "Million Dollar Man" Ted DiBiase, a causa di accordi presi in precedenza tra i due. Il presidente WWF Jack Tunney dichiarò quindi la cintura vacante perché il titolo non poteva essere ceduto a un terzo individuo. Fu indetto un torneo per l'assegnazione del titolo da tenersi a WrestleMania IV. Randy Savage lo vinse, sconfiggendo in finale Dibiase (con l'aiuto di Hogan) e diventando per la prima volta campione mondiale WWF.
A SummerSlam '88, i Mega Powers si scontrarono con la temibile coppia formata da André the Giant e Ted DiBiase, i Mega Bucks, in un match con Jesse Ventura designato come arbitro speciale dell'incontro. Verso la fine del match, André e Dibiase erano in netto vantaggio, così Elizabeth si tolse la gonna gialla restando in mutandine rosse, il che distrasse André e DiBiase permettendo ai Mega Powers di avvantaggiarsi della situazione e vincere l'incontro.

#### Faida tra Randy Savage e Hulk Hogan (1988-1989)
Elizabeth fu anche la causa scatenante — e la pietra della discordia — della rottura dell'alleanza Savage–Hogan, principalmente a causa della gelosia di Savage verso l'atteggiamento troppo protettivo e "amichevole" di Hogan verso la bella manager. La storyline si concluse con lo scioglimento dei Mega Powers, la separazione tra Savage ed Elizabeth, e la riconquista del titolo mondiale da parte di Hogan in un match tra lui e Savage svoltosi a WrestleMania V.
Dopo WrestleMania, Randy Savage rimpiazzò Miss Elizabeth con Sensational Sherri come sua nuova manager.
Per il resto del 1989, le apparizioni di Elizabeth furono molto sporadiche. Partecipò a SummerSlam '89, facendo da manager a Hogan e Brutus Beefcake nel loro match contro Savage e Zeus; continuando in seguito ad assistere Hulk Hogan a bordo ring per qualche altro match. Per breve tempo, Elizabeth condusse anche WWF Wrestling Spotlight insieme a Vince McMahon.

#### Reunion con Randy Savage (1991-1992)
Dopo aver aiutato Dusty Rhodes & Sapphire durante il loro feud con Savage & Sherri, Elizabeth scomparve dalla WWF fino a WrestleMania VII, evento nel quale Savage perse un "Retirement match" contro Ultimate Warrior. Dopo la sconfitta, un'infuriata Sherri iniziò a colpire forsennatamente l'esanime Savage fino a quando Elizabeth, che aveva assistito al match tra il pubblico, salì sul ring per difendere Savage dall'ira di lei. Elizabeth afferrò Sherri per i capelli e la scaraventò fuori dal ring, riunendosi poi con Savage tra le ovazioni entusiastiche e commosse del pubblico.

#### The Match Made in Heaven
La coppia si sposò in diretta TV (kayfabe) a SummerSlam 1991 in quello che venne definito "The Match Made in Heaven" (nella vita reale i due erano già sposati ufficialmente dal 30 dicembre 1984). Al ricevimento di nozze, Elizabeth aprì una scatola regalo che al suo interno conteneva un serpente velenoso, che la terrorizzò; subito dopo Jake "The Snake" Roberts & The Undertaker irruppero sulla scena attaccando Savage. Ciò diede vita ad un feud tra Roberts e Savage, dove Elizabeth giocò un ruolo cruciale. Il primo dei confronti tra Savage e Roberts ebbe luogo al pay-per-view Tuesday in Texas, dove, dopo la vittoria di Savage, Roberts lo attaccò a tradimento, e poi costrinse Elizabeth a supplicarlo in ginocchio di fermare l'assalto. Apparentemente scontento delle sue suppliche, Roberts la prese per i capelli e la schiaffeggiò in volto.

#### Ultime storyline e abbandono
Nella sua ultima storyline in WWF, Elizabeth fu accusata dal campione del mondo in carica Ric Flair di essere stata la sua amante in passato. Flair arrivò persino a mostrare delle foto (rivelatesi in seguito dei fotomontaggi) che li ritraevano insieme in atteggiamenti "compromettenti". La contesa venne risolta a WrestleMania VIII, dove Savage sconfisse Flair vincendo il suo secondo titolo mondiale WWF. Alla fine del match, un Flair fuori di sé dalla rabbia per aver perso la cintura, spinse Elizabeth in un angolo del ring e la baciò in bocca; allora Elizabeth schiaffeggiò sonoramente Flair, e Savage, furente di gelosia, si avventò sull'ex campione per lavare nel sangue l'onta subita.
Poco tempo dopo, Elizabeth e Savage divorziarono sia sulla scena che nella vita reale. Quando la cosa diventò ufficiale, Savage pubblicò un annuncio su WWF Magazine rivelando che lui ed Elizabeth non stavano più insieme, ringraziando i fan per il supporto ricevuto negli anni. La pubblicazione della dichiarazione di Savage, segnò all'epoca uno dei rarissimi casi nei quali la reale vita privata dei wrestler faceva capolino su una pubblicazione ufficiale della WWF.

### World Championship Wrestling (1996-2000)

#### Manager dei Four Horsemen e New World Order (1996-1998)

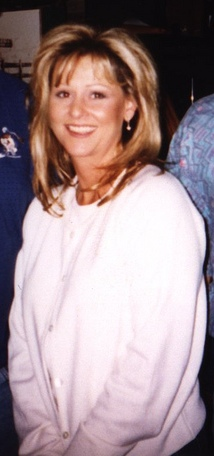
Miss Elizabeth in una puntata di Nitro (1998)

Nel gennaio 1996, Miss Elizabeth ritornò al wrestling nuovamente al fianco di Savage. Ben presto però, tradì Savage per diventare la valletta di Ric Flair nei Four Horsemen, diventando per la prima volta in carriera una heel. Successivamente lasciò anche Flair e i Four Horsemen per unirsi al New World Order (nWo) capeggiato da Hulk Hogan, per poi infine ricongiungersi con l'indimenticato ex marito, quando Savage decise di entrare lui stesso nell'nWo qualche mese dopo. Nel giugno 1998, si separò ancora da Savage e seguì Hogan nella fazione nWo Hollywood. In questo periodo arrivò anche a prendere in giro Savage baciando in diretta TV Eric Bischoff sotto lo sguardo di un attonito Macho Man.
Nella vita reale, il 6 dicembre 1997, Elizabeth si sposò con Cary Lubetsky, un procuratore. Il matrimonio ebbe vita breve e i due si separarono il 19 aprile del 1999.

#### Team Package e ritiro (1999-2000)
Nella puntata del 4 gennaio di Nitro, Elizabeth fu vista parlare con degli ufficiali di polizia. Secondo la storyline, lei accusava Goldberg di averla molestata sessualmente. Goldberg fu arrestato in diretta la sera stessa, e portato via dalla polizia. In seguito, Elizabeth ammise di aver mentito. Come rivelò lei stessa, aveva inscenato la cosa per non permettere a Goldberg di combattere quella stessa sera contro Kevin Nash (membro dell'nWo) in un match con il titolo mondiale in palio.
A febbraio, Elizabeth fece da manager alla coppia formata da Lex Luger e Ric Flair. I tre erano conosciuti con il nome di "Team Package". L'obbiettivo principale del trio, era quello di abbattere Hulk Hogan, che Luger aveva più volte sfidato pubblicamente nelle settimane precedenti. Elizabeth arrivò sino al punto di cercare di colpire Hogan con una mazza da baseball durante una intervista a WCW Thunder. Hogan le strappò facilmente la mazza di mano e la colpì con un atomic drop. Più tardi quella stessa settimana, Hogan telefonò in studio durante il programma radiofonico Bubba the Love Sponge per discutere del suo feud con Luger. Relativamente all'episodio dell'atomic drop su Elizabeth, Hogan affermò che originariamente era previsto che Elizabeth venisse da lui solo sculacciata, ma che lei aveva rifiutato di farsi sculacciare perché quella sera non portava le mutandine sotto la gonna. L'8 maggio 2000, Elizabeth lottò sul ring come wrestler nel suo primo match ufficiale in assoluto, scontrandosi con Daffney. Successivamente partecipò a qualche altro incontro con Rhonda Singh e Madusa. Poco tempo dopo Elizabeth lasciò la WCW per fine contratto.

### Ultimi anni
Elizabeth e Luger instaurarono una relazione sentimentale anche al di fuori della WCW. Amici di Elizabeth riferirono che i due avevano in programma di sposarsi nel 2003. Dopo l'uscita dal wrestling, la Hulette iniziò a lavorare nella palestra di proprietà di Luger a Marietta, in Georgia.
Il 19 aprile 2003, Elizabeth restò coinvolta in una lite domestica con Luger, che la picchiò nel garage della loro residenza. I poliziotti trovarono Elizabeth con gli occhi tumefatti, un bernoccolo in testa, e il labbro ferito. Luger fu incriminato per percosse e multato per 2500 dollari. Due giorni dopo, Luger venne arrestato per guida in stato di ebbrezza.

## Morte

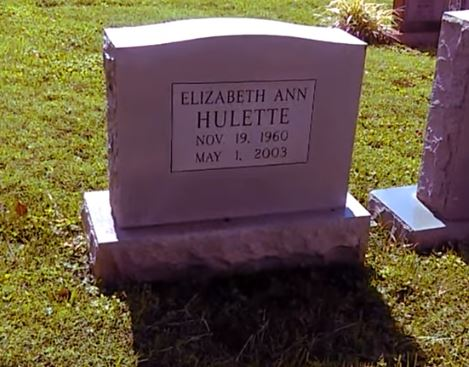
La tomba di Elizabeth Hulette, Frankfort, Kentucky

Lex Luger mercoledì 30 aprile 2003 tornò a casa molto tardi la notte, con un film noleggiato da Blockbuster. Lo guardarono insieme, poi Luger andò in cucina a preparare del cibo; tornato in salotto, la trovò collassata sul divano: erano circa le 5.30 del mattino di giovedì 1º maggio. Luger telefonò quindi al pronto intervento (911) dalla sua casa di Marietta, Georgia, affermando che Elizabeth non respirava. La donna non rispose alle sollecitazioni della respirazione bocca a bocca, e i paramedici la portarono d'urgenza al WellStar Kennestone Hospital, dove fu dichiarata morta. La causa del decesso fu in seguito determinata in overdose per l'assunzione di sostanze tossiche mischiate ad alcool. Luger venne arrestato il giorno dopo il decesso di Elizabeth, quando una perquisizione nel suo appartamento fece scoprire alla polizia ingenti quantità di sostanze illecite, inclusi svariati steroidi anabolizzanti, OxyContin, ormoni della crescita sintetici, testosterone, temazepam e alprazolam. Il 3 febbraio 2005, al processo Luger si dichiarò colpevole di detenzione di sostanze illecite per uso personale. Venne multato di 1000 dollari e condannato a cinque anni di libertà vigilata. Elizabeth Hulette è sepolta nel Frankfort Cemetery, nella Contea di Franklin, in Kentucky.

## Personaggio
Wrestler assistiti
- "Macho Man" Randy Savage
- Hulk Hogan
- Ric Flair
- Eric Bischoff
- Lex Luger
- Chris Benoit
- Sting
- Dusty Rhodes
- Brutus "The Barber" Beefcake

Soprannomi
- "The First Lady of Wrestling"
- "The Lovely" Miss Elizabeth

## Riconoscimenti
- World Wrestling Federation
  - Slammy Award come Woman of the Year (1987)